# Ailwyn Fellowes, 1. Baron Ailwyn

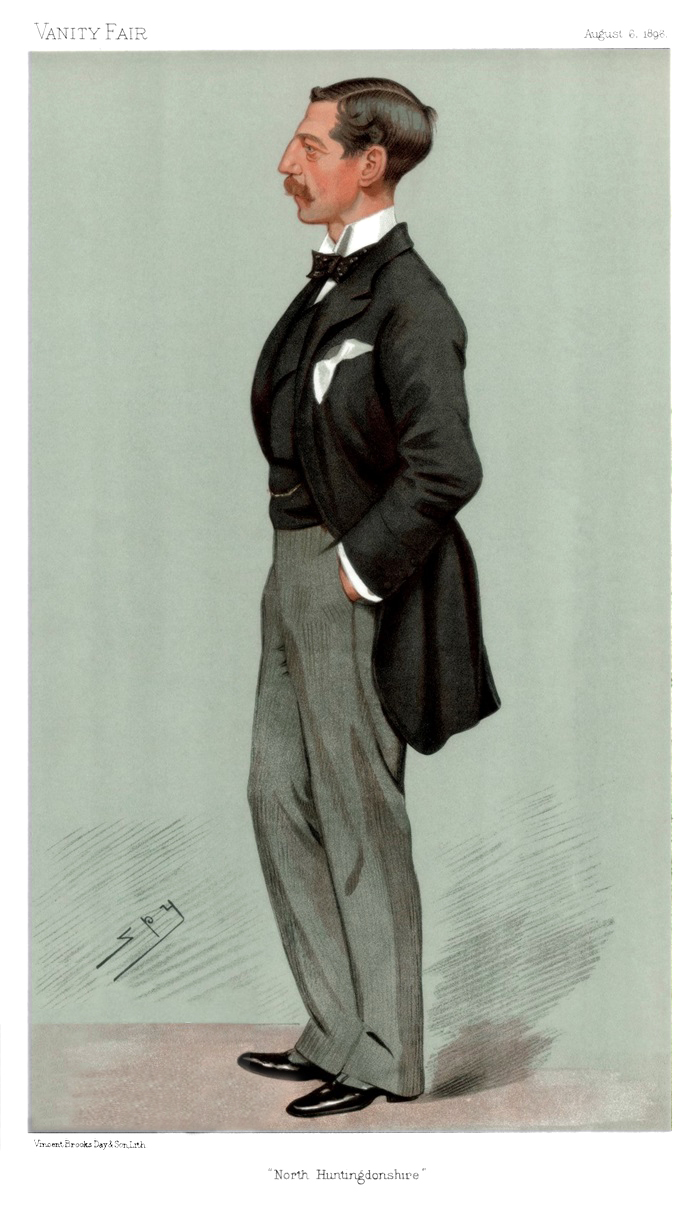
Ailwyn Edward Fellowes, Baron Ailwyn, in einer Karikatur von Spy in der Zeitschrift Vanity Fair vom 6. August 1896

Ailwyn Edward Fellowes, 1. Baron Ailwyn, KCVO, KBE, PC, DL (* 10. November 1855 in Haverland, Norwich, Norfolk; † 23. Dezember 1924 in Honingham, Norfolk) war ein britischer Politiker der Conservative Party, der zwischen 1887 und 1906 Mitglied des Unterhauses (House of Commons) sowie 1905 Landwirtschaftsminister (President of the Board of Agriculture) war. 1921 wurde er zum erblichen Peer erhoben und gehörte damit bis zu seinem Tod dem Oberhaus (House of Lords) an.

## Leben

### Unterhausabgeordneter und Landwirtschaftsminister
Fellowes war der jüngere Sohn des konservativen Unterhausmitglieds Edward Fellowes, der 1887 als erblicher Baron de Ramsey erhoben wurde und damit bis zu seinem Tod im gleichen Jahr dem Oberhaus als Mitglied angehörte, sowie von dessen Ehefrau Mary Julia Milles. Sein älterer Bruder William Fellowes war ebenfalls einige Jahre konservatives Unterhausmitglied und erbte beim Tod des Vaters 1887 den Titel als 2. Baron de Ramsey und die damit verbundene Mitgliedschaft im Oberhaus. Fellowes wurde am 2. Dezember 1855 in seinem Geburtsort getauft und besuchte zwischen 1865 und 1871 das renommierte Eton College. Danach absolvierte er ein Studium am Trinity College der Universität Cambridge.
1885 kandidierte Fellowes ohne Erfolg für die Conservative Party im Wahlkreis Mid-Norfolk für ein Mandat im Unterhaus. 1886 scheiterte er erneut mit einer Kandidatur für die konservativen Tories für ein Unterhausmandat im Wahlkreis North Norfolk. Bei einer Nachwahl am 30. August 1887 wurde er als Abgeordneter der Conservative Party für den Wahlkreis Ramsey in Huntingdonshire erstmals Mitglied des Unterhauses (House of Commons). Er behauptete dieses Mandat bis zum 12. Januar 1906. Während seiner Parlamentszugehörigkeit wurde er am 10. Juli 1895 Nachfolger von Charles Spencer als Vice-Chamberlain of the Household und bekleidete dieses Amt bis zum 3. Dezember 1900, woraufhin Alexander Fuller-Acland-Hood sein Nachfolger wurde. Danach bekleidete er vom 3. Dezember 1900 bis zum 14. März 1905 als Junior Lord of the Treasury.
Im Kabinett von Premierminister Arthur James Balfour übernahm er am 14. März 1905 von William Onslow, 4. Earl of Onslow das Amt des Landwirtschaftsministers (President of the Board of Agriculture), das er bis zum Ende von Balfours Amtszeit am 5. Dezember 1905 bekleidete. Zugleich wurde er am 14. März 1905 Mitglied des Geheimen Kronrates (Privy Council). 1909 wurde er zu einem Deputy Lieutenant von Norfolk ernannt. 1911 wurde er als Knight Commander des Royal Victorian Order (KCVO) geadelt und führte fortan das Prädikat „Sir“. Er diente im Ersten Weltkrieg als Major und Honorary Colonel des 3. Bataillons des The Norfolk Regiment. Er war später von 1917 bis 1919 Vorsitzender des Ausschusses für landwirtschaftliche Löhne (Agricultural Wages Board) sowie in Personalunion zwischen 1917 und 1919 auch stellvertretender Direktor der Behörde für Ernährung (Deputy Director of Food Production). 1917 wurde er zudem auch zum Knight Commander des Order of the British Empire (KBE) geschlagen.

### Oberhausmitglied, Ehen und Nachkommen
Fellowes wurde am 1. Juli 1921 als Baron Ailwyn, of Honingham in the County of Norfolk, in den erblichen Adelsstand der Peerage of the United Kingdom erhoben und war dadurch bis zu seinem Tod Mitglied des Oberhauses (House of Lords). Zuletzt fungierte er als stellvertretender Vorstandsvorsitzender der Eisenbahngesellschaft Great Eastern Railway (GER), als Direktor der 1921 gegründeten Eisenbahngesellschaft London and North Eastern Railway (LNER), als Direktor der Versicherer Norwich Union sowie National Provident Association.
Aus seiner am 9. Februar 1886 in der St. Paul’s Church in Knightsbridge geschlossenen Ehe mit Hon. Agatha Eleanor Augusta Jolliffe, einer Tochter von Hedworth Jolliffe, 2. Baron Hylton und dessen Ehefrau Lady Agnes Mary Georgiana Byng gingen vier Söhne hervor. Er wurde am 26. September 1924 in der Honingham Church beigesetzt. Nach seinem Tode am 23. September 1924 erbte sein ältester Sohn Lieutenant-Colonel Ronald Townshend Fellowes den Titel als 2. Baron Ailwyn. Da dieser am 30. August 1936 kinderlos verstarb, erbte sein jüngerer Bruder Captain Eric William Edward Fellowes den Titel als 3. Baron Ailwyn. Sein dritter Sohn Hedworth George Ailwyn Fellowes fiel als Captain der Indian Army am 12. Mai 1917 während des Ersten Weltkrieges. Sein jüngster Sohn Carol Arthur Fellowes erbte am 23. März 1976 den Titel als 4. Baron Ailwyn, da auch sein älterer Bruder Eric Fellowes, 3. Baron Ailwyn, ohne männliche Nachkommen verstarb. Auch Carol Fellowes, 4. Baron Ailwyn, verstarb am 27. September 1988 ohne Nachkommen, so dass der Titel des Baron Ailwyn erlosch.